# Якель, Фридрих
Фридрих Якель (нем. Friedrich Jäckel; 8 сентября 1876, Вена — 14 мая 1960, Грац) — австрийский архитектор и преподаватель университета по проектированию конструкций и строительным материалам.

## Биография
Якель окончил учебу в Венском технологическом университете у Карла Майредера и Карла Кенига. С 1901 по 1926 год работал в Венском городском строительном управлении, при этом основным направлением его работы было расширение инфраструктуры города. В 1926 году он был назначен в Технологический университет Граца и до выхода на пенсию работал там профессором проектирования конструкций и строительных материалов.
С 1903 года он был членом Австрийского общества инженеров и архитекторов, а с 1926 года — Центральной ассоциации австрийских архитекторов .

## Работы

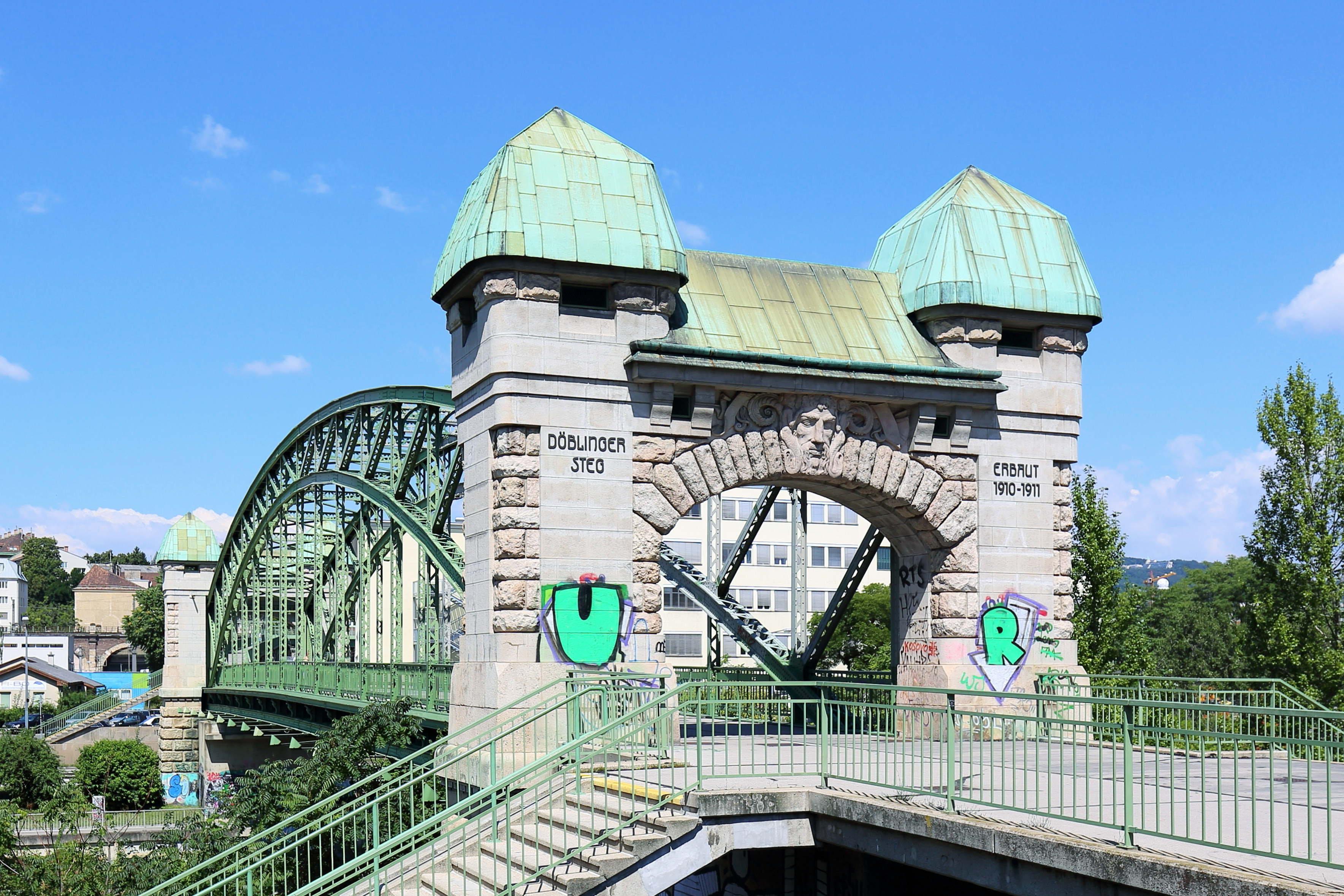
Дёблингер Стег (1910—1911)

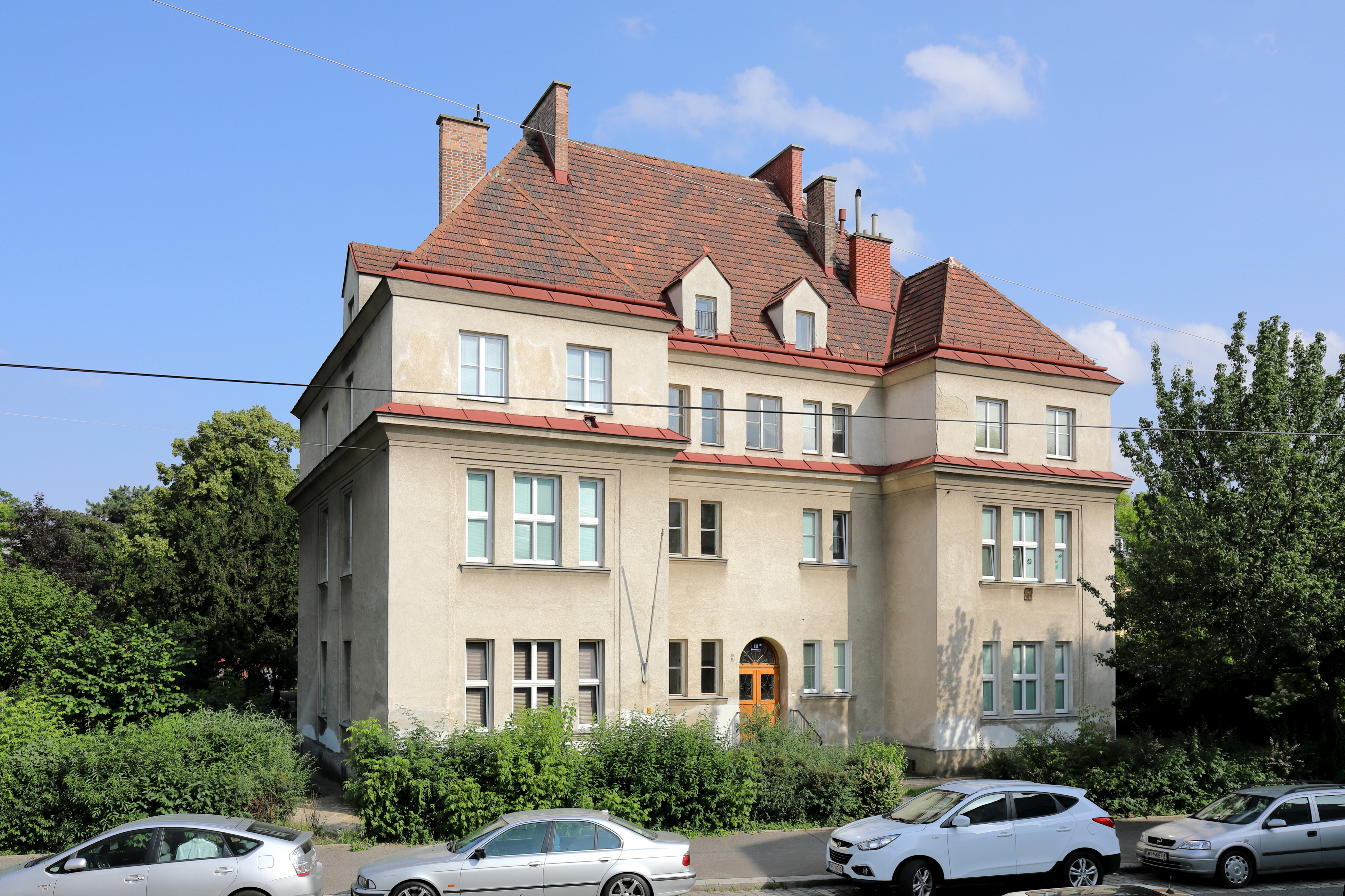
Бывшее районное управление по делам молодежи в 21 веке Округ; с Уильямом Питерле (1923—1924)

Выдержка из энциклопедии архитекторов Вены 1770—1945 гг.
- 1910—1911: Дёблингер Штег, Вена, 19 и 20, Рампенгассе.
- 1911: Центральная школа Вены, 22, Констанциагассе, 50.
- 1911—1912: Детский сад города Вены, Вена 16, Брюслгассе 31 (с Максом Фибигером)
- 1911—1912: «Школа Хеббеля», Вена 10, Хеббельплац 1-2 (с Максом Фибигером)
- 1912—1913: начальная школа, Вена, 10, Тристерштрассе, 114 (с Йозефом Биттнером).
- 1911—1913: резервуар для воды Steinhof, Вена 16, Иоганн-Штауд-Гассе 28-30.
- 1912—1914: Йоргербад, Вена 17, Йоргерштрассе 42-44 (совместно с Генрихом Гольдемундом и Францем Веймолой, технологии и управление сайтом)
- 1913: начальная школа, Вена 13, Амалиенштрассе 31-33 (с Максом Фибигером)
- 1915—1916: Расширение рынка Нашмаркт (торговая контора и строительство павильонов) Вена 6, Linke Wienzeile.
- 1916—1917: Расширение скотобойни Св. Маркса (Kontumazschlachthof), Вена 3, Фимарктгассе (совместно с Максом Фибигером)
- 1920—1921: Зал освящения и погребения, Вена 12, Хервикусгассе 44.
- 1923—1924: Жилой комплекс муниципалитета Вены, Вена 19, Шегаргассе 17-19.
- 1923—1924: районное управление по делам молодежи, Вена 21, дворцовый переулок 10 (с Вильгельмом Петерле, преобразовано в жилой дом в 1950 году)
- 1923—1925: Водохранилище и подъемник 2-го Wiener Hochquellleitung, Вена 19, Крапфенвальдгассе 28 (с техниками Людвигом Мачеком, Антоном Заубеком, Рудольфом Тойфельбауэром)